# Deutschland (Schiff, 1972)
Die Deutschland war eine kombinierte RoRo- und Eisenbahnfähre der Deutschen Bundesbahn (DB) und der Deutschen Fährgesellschaft Ostsee (DFO), die von 1972 bis 1997 auf der Vogelfluglinie eingesetzt war.

## Bau und Ablieferung
Im Dezember 1969 entschloss sich die DB zu einem Ersatz der seit 1953 eingesetzten Deutschland und erteilte der Howaldtswerke-Deutsche Werft (HDW) in Kiel den Planungsauftrag für ein neues Fährschiff. Der Bauauftrag ging im Mai 1970 jedoch an die Werft Nobiskrug, da HDW mit anderen Aufträgen ausgelastet war. Die Kiellegung erfolgte am 24. Juni 1971 und am 9. Januar 1972 lief der Neubau, getauft von Frau Dr. Mildred Scheel, vom Stapel.
Nach der erfolgreichen Werftprobefahrt wurde das neue Flaggschiff der DB am 10. Juni 1972 in Hamburg und am 17. Juni 1972 in Kiel der Öffentlichkeit vorgestellt und danach am 22. Juni 1972 in Puttgarden in Dienst gestellt.

## Einsatz
Am 23. Juni 1972 wurde der Linienverkehr zwischen dem Fährbahnhof Puttgarden und Rødby Færge aufgenommen.
Für viele Fahrgäste war die Überfahrt ein willkommener Anlass zum Speisen und zum zollfreien Einkauf. Das Angebot wurde im Februar 1976 durch den Einbau eines Supermarktes erweitert und die ursprünglich drei Restaurants mit zusammen 463 Sitzplätzen wurden im Juni 1986 bei der Flensburger Schiffbau-Gesellschaft dem modernen Servicekonzept der neueren Karl Carstens angepasst.
Mit der Gründung der Deutschen Fährgesellschaft Ostsee mbH (DFO) wurde die Deutschland, zusammen mit der Karl Carstens und der Theodor Heuss, am 1. Juli 1993 durch diese übernommen. Erstes sichtbares Zeichen war die Änderung der Schornsteinembleme und am 17. Februar 1994 die Umflaggung von der Bundesdienstflagge zur Bundesflagge.
Nach einer Bestandsaufnahme hatte die DFO beschlossen, in diese Fährschiffe nicht mehr zu investieren. Mit neuen Konzepten und neuen Schiffen wollte man der Zukunft begegnen. Zusammen mit der DSB Rederi wurden 1997 vier moderne Doppelendfähren in Dienst gestellt, die Prins Richard, Prinsesse Benedikte, Schleswig-Holstein und eine neue Deutschland.
Am Abend des 30. September 1997 trat die alte Deutschland ihre letzte Fahrt von Rødby Færge nach Puttgarden an und wurde anschließend außer Dienst gestellt. In den 25 Jahren Dienstzeit hatte sie den Fehmarnbelt nahezu 128.000 mal überquert und dabei etwa 1 Mio. Eisenbahnwaggons, 520.000 Lkw, 4,1 Mio. Pkw und rund 28,5 Mio. Fahrgäste befördert.

## Verbleib
Anfang Oktober 1997 wurde die Deutschland in Warnemünde aufgelegt. Am 26. März 1998 erwarb die El Salam Shipping Company in Suez das Schiff und am 30. März 1998 trat das Schiff unter der Flagge Panamas und dem neuen Namen El Salam 97 die Reise nach Port Said an. Im Jahr 1998 kam es zu einem Maschinenschaden, woraufhin 1999 ein weiterer Verkauf an die Snow Drop Company in Kingstown erfolgte. Mit Namen Salam traf das ehemalige Fährschiff am 18. März 1999 in Alang ein und wurde dort im gleichen Jahr verschrottet.